# Селивановское сельское поселение (Ленинградская область)
Селива́новское се́льское поселе́ние — муниципальное образование в составе Волховского района Ленинградской области. 
Административный центр — посёлок Селиваново.

## Географические данные
Поселение расположено в центральной части района, на западе омывается Ладожским озером. 
По территории поселения проходят автодороги:
- Р21 (E 105) «Кола» (Санкт-Петербург — Петрозаводск — Мурманск)
- 41К-405 (Низино — Лунгачи — Телжево)

Расстояние от административного центра поселения до районного центра — 50 км.
По территории поселения проходит железная дорога Санкт-Петербург — Мурманск (о/п 159 км и 165 км).

## История
В конце 1970-х годов центр Низинского сельсовета был перенесён в посёлок Селиваново, а сельсовет переименован в Селивановский.
18 января 1994 года постановлением главы администрации Ленинградской области № 10 «Об изменениях административно-территориального устройства районов Ленинградской области» Селивановский сельсовет, также как и все другие сельсоветы области, преобразован в Селивановскую волость.
1 января 2006 года в соответствии с областным законом № 56-оз от 6 сентября 2004 года «Об установлении границ и наделении соответствующим статусом муниципального образования Волховский муниципальный район и муниципальных образований в его составе» образовано Селивановское сельское поселение, в которое вошла территория бывшей Селивановской волости.

## Население
| 2006  | 2010  | 2011  | 2012  | 2013  | 2014  | 2015  |
| ----- | ----- | ----- | ----- | ----- | ----- | ----- |
| 1200  | ↘1069 | ↘1067 | ↘1063 | ↗1128 | ↗1180 | ↘1102 |
| 2016  | 2017  | 2018  | 2019  | 2020  | 2021  | 2023  |
| ↘1095 | ↘1083 | ↘1072 | ↘1038 | ↘1004 | ↗1031 | ↘987  |
| 2024  | 2025  |       |       |       |       |       |
| ↘984  | ↘971  |       |       |       |       |       |

## Состав сельского поселения
| №  | Населённый пункт | Тип населённого пункта              | Население |
| -- | ---------------- | ----------------------------------- | --------- |
| 1  | Антипово         | деревня                             | ↗1        |
| 2  | Дрюневщина       | деревня                             | ↘3        |
| 3  | Жуковщина        | деревня                             | →5        |
| 4  | Заречье          | деревня                             | ↘4        |
| 5  | Лунгачи          | деревня                             | ↘1        |
| 6  | Лунгачи          | посёлок при железнодорожной станции | ↘17       |
| 7  | Низино           | деревня                             | ↘33       |
| 8  | Остров           | деревня                             | ↗16       |
| 9  | Свирь-Городок    | деревня                             | ↗74       |
| 10 | Селиваново       | посёлок, административный центр     | ↘943      |
| 11 | Телжево          | деревня                             | →4        |